# Фофана, Яхья
Яхья Фофана (фр. Yahia Fofana; род. 21 августа 2000, Париж) — ивуарийский и французский футболист, вратарь клуба «Анже» и сборной Кот-д’Ивуара.

## Клубная карьера
Фофана — воспитанник клубов «Эспиренсе Париж 19», «Ред Стар» и Гавр. В 2016 году Яхья начал выступать за дублирующий состав последних. 13 августа 2019 года в поединке Кубка французской лиги против «Клермона» Фофана дебютировал за основной состав. 30 января 2021 года в матче против «Ньора» он дебютировал в Лиге 2. Летом 2022 года Фофана перешёл в «Анже». В матче против «Монпелье» он дебютировал в Лиге 1. По окончании сезона клуб вылетел из элиты, но игрок остался в команде.

## Международная карьера
В 2017 году Фофана в составе юношеской сборной Франции принял участие в юношеском чемпионате Европы в Хорватии. На турнире он сыграл в матче против команды Венгрии. В том же году Фофана принял участие в юношеском чемпионате мира в Индии. На турнире он сыграл в матчах против команд Новой Каледонии, Японии, Гондураса и Испании.
9 сентября 2023 года в отборочном матче Кубка Африки против сборной Лесото Фофана дебютировал за сборную Кот-д’Ивуара.
В 2024 году Фофана стал победителем домашнего Кубка Африки. На турнире он сыграл в матчах против сборных Гвинеи-Бисау, Экваториальной Гвинеи, Сенегала, Мали, ДР Конго и дважды Нигерии.

## Достижения
Кот-д’Ивуар
- Победитель Кубка Африки — 2023